# Avi Nesher
Avi Nesher (în ebraică אבי נשר; n. 13 decembrie 1952, Ramat Gan, Israel) este un regizor, scenarist și producător israelian de cinema

## Biografie
Avi Nesher s-a născut la Ramat Gan, în Israel în 1952 ca fiu al unui diplomat originar din România, supraviețuitor al Holocaustului, și al unei imigrante originare din Rusia. La vârsta de 13 ani, în 1965, a emigrat cu familia în Statele Unite, unde a terminat liceul la 16 ani ai apoi a studiat relații internaționale la Universitatea Columbia. În 1971 s-a întors în Israel pentru a se înrola voluntar într-o unitate de comando de elită (Sayeret Matkal) a armatei israeliene, dar după un an s-a transferat într-o unitate de informații.

## Cariera cinematografică
În anul 1978 a regizat și produs primul său film Halehaká (Formația), care descria viața unei tipice formații militare israeliene de muzică și divertisment, asemănătoare cu ansamblul unităților Nahal. La film au luat parte mulți dintre cântăreții și actorii vestiți în vremea aceea, între care Ghidi Gov, Gali Attari, Sassi Keshet și Heli Goldenberg, majoritatea lor membri în ansambluri militare de muzică ușoară. Ei au izbutit să redea atmosfera autentică a acestui mediu artistic și militar. Banda sonoră a filmului a inclus cântece din cele mai îndrăgite ale ansamblurilor armatei, în prelucrarea  compozitorului Yair Rosenblum. Filmul a fost un mare succes comercial, atrăgând peste 600,000 de spectatori, ceea ce l-a încurajat pe tânărul cineast să treacă la crearea următorului film.
Acesta, Dizengoff 99 a apărut pe marile ecrane în anul 1979. Era povestea a trei prieteni (Anat Atzmon, Ghidi Gov si Meir Swissa) care locuiau pe strada Dizengoff, pe atunci centrul vieții de distracții din Tel Aviv.Filmul se baza pe trăiri proprii ale lui Nesher în vremea când a locuit cu doi amici în centrul Tel Avivului. Și muzica acestui film s-a bucurat de o mare popularitate, cuprinzând numere pop în stilul specific anilor 1970,în interpretarea cântăreților Tzvika Pick, Riki Gal, Gali Attari și ale unor formații muzicale. Filmul care a fost văzut de circa 400,000 spectatori, a devenit un film de "cult".  
În 1980 Nesher a regizat filmul Hapahdanim (Fricoșii), care a avut un succes mai restrâns, și în care au jucat Ezra Dagan, Heli Goldenberg și Meir Swissa. 
În filmele menționate, a colaborat și partenera de viață de atunci a lui Nesher, Sharon Harel, care a contribuit la scenarii, la casting și la producție. Mai apoi drumurile lor s-au despărțit.
După aceste succese, la îndemnul lui Dino De Laurentis, Nesher a revenit o vreme în Statele Unite, stabilindu-se la Hollywood, în California cu gândul de a-și avansa cariera.
Filmul Ea (She) (1982) coproducție israelo-americană cu concursul actriței Sandahl Bergman, nu a avut succes. În 1984, Nesher a scris, regizat și produs un film despre organizația evreiască de gherilă urbană  Lehi care a combătut politica ostilă a britanicilor în Palestina în anii 1940. 
În filmul Záam utehilá (Mânie și glorie) au jucat, printre alții, actorii israelieni Giuliano Marr, Hanna Azulay Hasfari și Roni Pinkovicz. În  Israel producția nu s-a bucurat decât de un succes mediocru, în schimb, i-a adus lui Nesher un premiu special la Festivalul filmului american. În 2005, a apărut versiunea lui digitală îmbunătățită, bucurându-se de această dată, de aprecieri entuziaste din partea criticilor israelieni de cinema și a fost caracterizat ca „unul din filmele israeliene cele mai bune din toate timpurile”.
În 1985, filmul Shovrim s-a centrat pe povestea unui grup de tineri care lucrează la o parodie de operă rock, inspirată de istoria biblică a lui David și Goliat. Distribuția cuprindea mai multe vedete ale scenei israeliene, precum Yair Nitzani, Dudu Dotan, Gali Attari, Izhar Cohen, Arik Sinay, Alona Kimhi, Nathan Datner, Meir Banay, Sea Heyman. 
La începutul anilor 1990, Nesher s-a întors iar în America pentru a realiza filme polițiste, filme de groază și științifico-fantastice.
În 1991 a creat filmul științifico-fantastic Pitztzat Zman (Bombă cu întârziere), iar în 1993 a regizat la Hollywood filmul Doppelgaenger cu actrița Drew Barrymore. Aceste filme au obținut premii la Festivalul filmelor stiințifico-fantastice de la Avoriaz (Franța) și diplome de onoare ale Academiei Americane de Filme Science-fiction.
În 1998 a scris și regizat un nou film Hoker mas (Anchetatorul de fisc) care se petrece într-un cartier de imigranți evrei ruși la New York. Filmul a fost lăudat, între alții, de către Jeffry Levinas, criticul de cinema al rețelei NBC, care l-a definit „capodoperă”. Revista Cinema Scene l-a numit o „perlă” pe care publicul nu trebuie să o piardă din seamă. Ziarul New York Times l-a caracterizat ca „film de suspans, spiritual, emoționant și fermecat”. În 2001, Nesher a cooperat în Israel la producerea filmului de acțiune Sokhnim shel Hakaveret.
În 2002 Nesher a revenit în patrie, unde în anul următor a jucat în filmul lui Shahar Segal, Tzaad katan (Un mic pas), alături de actrița Heli Goldenberg.
În 2004 a regizat și produs filmul Sof Haolam smola (La capătul lumii, la stânga) după un scenariu semnat de Sara Azar și Ruby Porat Shuval. Producția descrie povestea unui orășel din Neghev în anii 1960, și despre conflictele dintre localnicii originari din Maroc și noii imigranți veniți din India. Interpreții principali au fost Netta Garti, Liraz Cherkhi și Ruby Porat Shuval. Filmul a avut în Israel un mare succes. I s-au decernat mai multe premii, între care premiul pentru regie la Festivalul de filme de la Taormina și premiul juriului la Festivalul de cinema de la Tokyo.
În 2005 Nesher a realizat filmul documentar Oriental, închinat procesului încheierii Acordurilor de la Camp David dintre Israel și Egipt, atât din perspectiva politică cât și din cea a relațiilor personale dintre protagoniști.
Filmul Sodot (Secrete) din 2007, în care regizorul  a colaborat din nou cu fosta lui parteneră de viață, Sharon Harel, povestește despre relația specială și trainică dintre două eleve de la un seminar religios evreiesc și o franțuzoaică creștină, care e preocupată de un păcat secret pe care vrea să-l repare. În acest film au jucat Anya Buckstein, Mikhal Shtemler, Dana Ivghi, Adir Miller, Tiki Dayan, Sefi Rivlin, Rivka Mikhaeli, și actrița franceză Fanny Ardant. 
În 2007 Nesher a primit o distincție de onoare din partea Festivalului de cinema de la Ierusalim, iar în octombrie 2009 premiul de onoare al Festivalului de cinema de la Haifa  
În anul 2010 regizorul creează filmul Paam hayiti (Am fost odată), inspirat de cartea scriitorului Amir Gutfreund „Bishvila ghiborim afim” (Eroii zboară pentru ea). Filmul povestește despre un băiat din Haifa,(Tuval Shafir) care în anul 1968 a găsit de lucru la un supraviețuitor al Holocaustului care se îndeletnicea cu pețitul și cu contrabanda de mărfuri. Filmul a avut succes, atrăgând în Israel 270 000 de spectatori. El a fost prezentat la Festivalul  de la Toronto și a obținut premiul „Scutul de argint” al Festivalului de filme de la Tokyo. În același an 2010, i s-a decernat lui Nesher premiul Landau pentru arte.  
În anul 2013 al 18-lea film al său, Plaot (Miracole), i-a adus lui Nesher aprecieri ale criticii și ale spectatorilor.
În 2015-2016 a creat Nesher filmul muzical Hataim (Păcate) a cărui actiune se petrece in 1977 in Israel, Polonia și Germania, cu participarea actorilor Doron Tavori, Ievghenia Dudina, Joy Rieger, Tom Avni si Muli Shulman. 
În aprilie 2018 și-a retras Nesher participarea la Concursul israelian de cinema  pentru premiile Ofir, cu filmul Sipur aher (Altă poveste) în semn de protest față de modul de alegere a învingătorilor. Filmul a fost prezentat in premiera mondială la Festivalul de cinema de la Toronto, bucurându-se de aprecieri, și apoi, a fost vizionat în Israel de 350 000 spectatori.
În 2019 a participat la producerea si scenariul comediei Mossad  în regia lui Alon Gur Arie.
În 2020 a realizat filmul Tmunat Nitzhahon  (Imaginea victoriei) a cărui acțiune se petrece în Războiul de independență al Israelului
În 2023 a Nesher obținut 11 candidaturi la Premiul Ofir, inclusiv pentru regie, cu filmul Grădina maimuțelor, după cartea cu același nume a lui Reuven Kritz. 

### Viața privată
Avi Nesher este căsătorit cu fotografa și sculptorița Iris Nesher. În 1996 li s-a născut fiica, Tom, actriță. În anul 2001 s-a născut fiul lor, Ari,
Acesta din urmă a fost omorât la 17 ani, în 2018, într-un accident, în timp ce mergea cu bicicleta pe strada Rokah din Tel Aviv. Organele sale au fost donate de familie și au fost transplantate în corpurile a cinci persoane.

## Premii și distincții
- 1992 - Premiul pentru regie la Festivalul filmului fantastic de la Avoriaz, Franța
- 2004  - Premiul pentru regie la Festivalul de film de la Taormina
- 2004 - Filmul „La capătul lumii, la stânga” a obținut trei premii ale Academiei israeliene de cinema
- 2005 - Premiul Spiritul libertății la Festivalul de film de la Ierusalim pentru filmul documentar „Oriental”
- 2007 - Distincție de onoare la Festivalul de film de la Ierusalim
- 2009   Premiul de onoare al Festivalului de film de la Haifa și o stea pe Bulevardul Stelelor la Haifa
- 2010 - Premiul Landau pentru arte (Israel)
- 2010 - Filmul său Paam haiyti (Am fost odată) a obținut trei premii ale Academiei israeliene de cinema (cel mai bun actor, cea mai bună actriță)
- 2010 - Placa de argint la Festivalul internațional de film de la Chicago pentru filmul Paam haiyti
- 2018 - Premiul pentru cel mai bun regizor din partea Asociației criticilor de cinema din Israel, pentru filmul „Sipur aher” (Alta poveste)
- 2018 - Premiul Ministerului Culturii și al Sportului din Israel pentru întrega activitate
- 2019 - Avi Nesher a fost ales pentru a participa la ceremonia oficială a aprinderii de făclii de Ziua Independenței a Israelului
- 2019 august -Premiul pentru contribuția la arta cinematografică internațională la Festivalul de cinema de la Monterrey din Mexic
- 2021 - Premiul Ofir al Academiei israeliene de cinema - decernat filmului „Imagine de victorie” pentru scenografie, costume și machiaj, de asemenea Premiul de merit al Academiei.
- 2021 - Medalie omagială la Festivalul cinematografului evreiesc de la Londra
- 17 decembrie 2021 - Premiul de Erou al culturii din partea Teatrului național Habima din Tel Aviv.

## Filmografie
- HaLahaka  "Formația, 1979 (în ebraică) - ulterior adaptat pentru teatru
- Dizengoff 99 1979 (în ebraică)
- Ea (She)  1982 (în engleză)
- HaPakhdanim    "Fricoșii" 1983 (în ebraică)
- Shovrim   "Breaking",  1985 (în ebraică)
- Zaam uTehila  (Manie si glorie) 1985 (în ebraică)
- Timebomb 1991 (în engleză)
- Doppelganger  1993  (în engleză)
- Savages   1996 (în engleză)
- The Taxman   1999 (în engleză)
- Raw Nerve  2000 (în engleză)
- Ritual    2001 (în engleză)
- Sof Haolam Smola (La capătul lumii, la stânga)  2004 (în ebraică)
- Oriental  2005 film documentar
- Hasodot  (Secretele)  2007 (în ebraică)
- The Matchmaker   - Paam Hayiti (Am fost odată)  2010 (în ebraică)
- Plaot   (Miracole) , 2013 (în ebraică)
- Hahataiym (Păcatele) 2016 (în ebraică)
- Sipur aher (Altă poveste) -2018 (în ebraică)
- Tmuná shel nitzahon (Imagine de victorie) - 2020 (în ebraică)
- Gan hakofim (Grădina maimuțelor) - 2022 (în ebraică)